# Gemeindeverwaltungsverband Seckachtal
Im Gemeindeverwaltungsverband Seckachtal im baden-württembergischen Neckar-Odenwald-Kreis haben sich die Stadt Adelsheim und die Gemeinde Seckach zur Erledigung ihrer Verwaltungsgeschäfte zusammengeschlossen. Der Sitz des Gemeindeverwaltungsverbands ist in Adelsheim.

## Mitgliedsgemeinden
Mitglieder dieser Körperschaft des öffentlichen Rechts sind:
- Stadt Adelsheim, 5127 Einwohner, 43,84 km²
- Gemeinde Seckach, 4037 Einwohner, 27,85 km²

## Struktur und Aufgaben
Der Gemeindeverwaltungsverband übernimmt für die Gemeinden zahlreiche Aufgaben, entweder in deren Namen für die Mitgliedsgemeinden oder in eigener Zuständigkeit anstelle der Mitgliedsgemeinden.